# كلمة مفتاحية (أكاديمي)
الكلمات المفتاحية هي الكلمات التي يستخدمها الأكاديميون للكشف عن البنية الداخلية للورقة البحثية.
سواء في الأبحاث الأكاديمية أو في مواقع الإنترنت الكلمات المفتاحية يجب ان تعبر بأفضل شكل عن المقال، ان تختصره، بالإضافة إلى ما هو موجود في العنوان (لا يجب استخدام نفس العبارة في العنوان والكلمات المفتاحية معاً). الكلمات المفتاحية الصحيحة قد تزيد من فرصة العثور على المقال أو البحث ومن فرص وصوله لعدد أكبر ممن ينبغي ان يصل لهم. تكمن أهمية الكلمات المفتاحية وخلاصة البحث وعنوانه بصورة أساسية في جذب هؤلاء الكتاب شديدي التخصص وشديدي التأثير في مجالاتهم والذين يتخصصون بقراءة ما يحمل الخصائص المناسبة لكنهم لا يقرؤون ولا يمكن ان يقرؤوا كل شئ ويذكر أن الكلمات المفتاحية انحسرت أهميتها مؤخراً بعد الثورة في محركات البحث التي تشمل ببحثها التلقائي كل ما في المواقع من نصوص بالإضافة إلى تحقيق الربط المعنوي والسياقي بين العبارات.
أيضاً عندما يبحث شخص ما بمحركات البحث، فهو يكتب كلمة أو أكثر تصف ما يبحث عنه: مثلاً ’زهور هولندية’ أو ’رحلات رخيصة لليونان' هذه الكلمات أو العبارات تعرف أيضاً بالكلمات المفتاحية.

## الكلمات المفتاحية في لغويات المتون
في لغويات المتون، الكلمات الرئيسية هي الكلمات التي تظهر بتردد احصائي كبير في نص
أو مجموعة من النصوص. يتم تحديد الكلمات المفتاحية من خلال برامج تقارن قائمة كلمات لنص معين مع قائمة كلمات مستندة إلى متن مرجعي أكبر. المصطلح المناسب لهذه الظاهرة هو الـمفتاحية. من الأمثلة على برامج كهذه برنامج ووردسمث للغويات المتون ويقوم بانشاء قائمة من الكلمات المفتاحية ومواضع ظهورها في النصوص.

## تعليم الكلمات المفتاحية
هناك طريقة واحدة لتعليم الكلمات المفتاحية تدعى طريقة الكلمات المفتاحية (keyword method) وهي تتضمن أخذ كلمات مفتاحية معقدة لا يعرفها الطلبة بشكل جيد، وتحويلها إلى كلمات ابسط. كلما كانت الكلمات ابسط كلما زادت امكانية الطلبة لتحقيق الترابط بينهما وبالتالي تعلم المفاهيم المعقدة.

## روابط خارجية
- Transitional Words and Phrases